# アー・ユー・アフレイド・オブ・ザ・ダーク?
アー・ユー・アフレイド・オブ・ザ・ダーク? （英語：Are You Afraid of the Dark?）は、カナダで1990年まで放映されたカナダの子供向けテレビドラマシリーズ。カナダではYTV、アメリカ合衆国ではニコロデオンでオリジナル版が1992年から放送され、1999年には1回目のリバイバル版、2019年には2回目のリバイバル版が放送された。日本では『2019年リバイバル版』が2020年9月12日に日本語字幕版がニコロデオンで放送され、2021年4月28日から日本語吹き替え版がNick+で配信されている。

## ミッドナイト・ソサエティ

### 1992年版
| 役割         | 俳優                       |
| ------------ | -------------------------- |
| ゲーリー     | ロス・ハル                 |
| ベティ・アン | レイン・パレ-カウル        |
| キキ         | ジョディ・レスザー         |
| フランク     | ジェイソン・アリーシャラン |
| タッカー     | ダニエル・デサント         |
| サマンサ     | ジョアンナ・ガルシア       |
| クリステン   | レイチェル・ブランチャード |
| デイビッド   | ナサニエル・モロー         |
| スティーグ   | コーディ・ウィルビー       |
| エリック     | ジェイコブ・ティアニー     |

### 1999年版
| 役割       | 俳優                     |
| ---------- | ------------------------ |
| タッカー   | ダニエル・デサント       |
| クイン     | カリーム・ブラックウェル |
| ミーガン   | エリシャ・カスバート     |
| ベインジ   | デビッド・ディボー       |
| アンディー | ヴァネッサ・レンガイズ   |

### 2019年版
| 役割       | 俳優                       | 日本語吹き替え |
| ---------- | -------------------------- | -------------- |
| レイチェル | リリアナ・レイ             | 山田唯菜       |
| ギャビン   | サム・アッシュ・アーノルド | 林幸矢         |
| 晶 子      | ミヤ・チェフ               |                |
| グラハム   | ジェレミー・レイ・テイラー | 木村香央里     |
| ルイーズ   | タマラスマート             | 中村美怜       |

## 各話リスト

### シーズン3
1. 仲間入りした転校生 (Part One: Submitted for Approval)
2. 始まりの夜 (Part Two: Opening Night)
3. トップハットを倒せ (Part Three: Destroy All Tophats)